# Nannopetersius
Nannopetersius is een geslacht van straalvinnige vissen uit de familie van de Afrikaanse karperzalmen (Alestidae).

## Soorten
- Nannopetersius lamberti Poll, 1967
- Nannopetersius mutambuei Lunkayilakio & Vreven, 2008